# 6,35 mm
 (janvier 2020).
 (février 2013).
Si vous disposez d'ouvrages ou d'articles de référence ou si vous connaissez des sites web de qualité traitant du thème abordé ici, merci de compléter l'article en donnant les références utiles à sa vérifiabilité et en les liant à la section « Notes et références ».

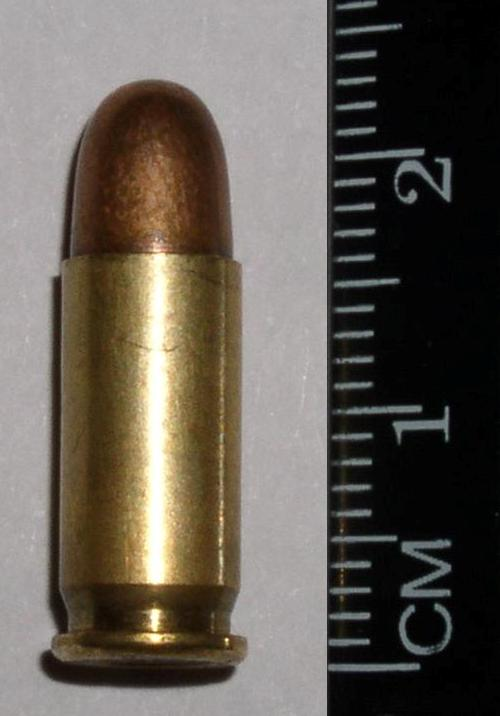
Cartouche de 6,35 mm et échelle.

Le 6,35 Browning, également connu sous le nom de 25 ACP ou 25 Auto est une munition développée au début du XXe siècle pour une utilisation dans des pistolets automatiques à faible encombrement. La balle de cette cartouche présente un diamètre de 6,35 mm, soit 0,25 pouce.

## Historique
La munition 6,35 également connue sous le nom de « 6,35 Browning » est développée par l'Américain John Moses Browning en 1903, bien que l'arme l'utilisant, le Browning 1906, n'ait été commercialisée que trois ans plus tard. Browning aurait simplement ajouté une encoche pour la griffe d'éjection à une munition existante appelée Pickert, et aurait breveté la cartouche pour son pistolet automatique.
Le 6,35 Browning a évolué à partir de diverses munitions antérieures, telles que le 25 Steven, introduites dès 1885. En effet, de nombreux revolvers anciens (antérieurs à 1900) étaient chambrés pour le calibre 6,35 et sont donc incompatibles avec le 6,35 Browning.
En raison de sa plus grande disponibilité au début du XXe siècle et de sa capacité à remplacer des munitions obsolètes ou périmées, le 6,35 Browning est souvent confondu avec le calibre 6,35 lui-même. Cette confusion a parfois conduit à des erreurs de classification d'armes anciennes de la part de certains armuriers, par manque de connaissance.
Lors de sa conception, John M. Browning a tiré parti de son expérience solide dans le domaine de l'armurerie. La munition 6,35 a été conçue pour offrir une puissance équivalente à celle d'un calibre .32 Smith & Wesson tout en ayant des dimensions similaires à celles d'une .22 Long Rifle, qui étaient tous deux des calibres très populaires à l'époque.
À longueur de canon égale, le 6,35 Browning est plus puissant qu'une .22 Long Rifle standard, bien que la .22 LR dépasse en puissance le 6,35 lorsqu'il est tiré dans une carabine.
Pour assurer un cycle de réarmement fiable dans un pistolet, John M. Browning opte pour une percussion centrale, ce qui était crucial pour la fiabilité de sa munition.
En tant que munition de transition avec un étui semi bourrelet, le 6,35 Browning fut largement utilisé dès sa sortie jusqu'à la fin de la Seconde Guerre mondiale, principalement dans des pistolets et des revolvers compacts de type bulldog et velodog.
Les armes de ce type étant compactes et discrètes, elles étaient appréciées pour la défense personnelle, par les policiers en civil et par l'état-major des armées.
John M. Browning a conçu la munition avec suffisamment de puissance pour neutraliser un individu en provoquant une hémorragie ou en touchant un organe vital dans un laps de temps plus ou moins court.
À la fin de la Seconde Guerre mondiale, la popularité de la munition 6,35 a décliné, concurrencée par sa grande sœur, la munition 7,65 court ou .32 ACP plus économique et moins contraignante du point de vue administratif.
Le commissaire Pierre Ottavioli porta néanmoins un pistolet Manufrance "Le Français" en calibre 6,35mm jusque dans les années 1970.

## Usage
La munition de 6,35 mm se caractérise par une puissance particulièrement faible. Avec une énergie développée inférieure à celle d'une .22 Long Rifle, son diamètre plus important lui confère une capacité de perforation très limitée. Son pouvoir d'arrêt et son pouvoir vulnérant sont donc extrêmement réduits.
Cependant, cette munition est conçue pour neutraliser un agresseur. Bien que sa puissance d'arrêt soit très limitée, les dommages infligés à la cible dépendent principalement de la zone d'impact, comme c'est le cas pour toutes les munitions de petit calibre à vitesse modérée. Cela signifie qu'une seule balle peut être mortelle si elle atteint une zone vulnérable. En effet, l'énergie libérée est d'environ 120 J et la vitesse à la sortie du canon atteint 250 m/s.(900 km/h)
C’est le pistolet automatique Browning modèle 1906 qui a contribué à la popularité de cette cartouche au cours de la première moitié du XXe siècle. Cette arme a été largement reproduite à travers le monde, propageant ainsi l'utilisation de la munition correspondante. Grâce à sa taille très réduite, le Browning modèle 1906, ainsi que ses nombreuses variantes, étaient des pistolets "de poche" ou "de dame", facilement dissimulables. D'autres modèles comme le Manufrance Le Français et le MAB A connaissent également un grand succès.Jusqu'à la fin des années 1930, il était courant en France de porter une arme de défense de ce calibre.
Ces dernières années, avec une demande croissante pour des armes légères, de petites tailles, faciles à dissimuler et à utiliser, les armes chambrées en calibre 6,35mm retrouvent de l'intérêt. Des marques telles que CZ et Beretta, entre autres, les proposent à nouveau dans leur catalogue.

## Comparaison avec la munition .22 Long Rifle
D'un point de vue balistique, la forme et la matière des projectiles sont les suivantes :
La munition .22 LR est caractérisée par une balle en plomb, parfois cuivrée, qui a la particularité de subir une déformation importante à l'impact et d'avoir une faible capacité de pénétration. La .22 LR est plus répandue, économique et offre une plus grande variété de choix par rapport à la munition de 6,35 mm.
En revanche, la balle de 6,35 mm est composée d'un noyau en plomb chemisé d'un métal de type FMJ (Full Metal Jacket), généralement du cuivre ou de l'acier. Cette configuration lui confère une déformation moins prononcée que la .22 LR, mais une capacité de pénétration supérieure. Il convient de noter qu'il existait des pistolets d'abattage utilisant des munitions de calibre 6,35 mm dans les abattoirs, comme le 6,35 Dutch Kattle Killer à des dimensions identiques à celles du 6,35 Browning, mais sans gorge d'éjection.
Les partisans du 6,35 mettent en avant sa fiabilité accrue en raison de sa percussion centrale, contrairement à la .22 LR. Cependant, la comparaison entre les deux munitions est complexe en raison de la différence de référentiels utilisés dans leurs tables balistiques respectives. Les tables balistiques de la .22 LR sont établies en utilisant des armes à canon long, telles que les carabines. Lorsqu'elle est utilisée dans un pistolet ou un revolver, la vitesse des balles .22 LR chute considérablement en raison de la distance de dilatation des gaz plus courte. Il convient de noter que, l'énergie cinétique (Ec) varie de manière proportionnelle avec le carré de la vitesse (v) selon la formule {\displaystyle E_{\text{c}}\approx {\frac {1}{2}}\,m\,v^{2}} où m représente la masse.
En revanche, les tables balistiques du 6,35 mm sont établies en utilisant des armes à canon court, ce qui rend généralement les valeurs plus fiables. Dans une arme de poing, la vitesse (et donc l'énergie) du 6,35 mm peut parfois être supérieure à celle de la .22 LR. Les munitions .22 LR à haute vitesse ne fonctionnent pas nécessairement mieux et il est même souvent constaté le contraire, à savoir que des munitions .22 LR à haute vitesse tirées dans une arme de poing sont parfois moins rapides et moins puissantes que des munitions standard (.22 LR), bien que ces données puissent varier en fonction des munitions utilisées et des fabricants.
Certains fabricants, comme Fiocchi, ont tenté de commercialiser des munitions .22 LR spécifiquement conçues pour les armes de poing, mais les vitesses obtenues ne dépassent généralement pas les 305 m/s.
Pour une arme de poche de petite taille (qui caractérise la plupart des armes chambrées en 6,35 mm), le 6,35 mm est techniquement supérieur et préférable à tous égards par rapport à la munition .22 LR. Son projectile présente une meilleure fiabilité, une capacité de pénétration supérieure et une vitesse parfois plus élevée dans les armes de poing. Ainsi, pour les utilisateurs d'armes de poche compactes, le choix du calibre 6,35mm est considéré comme techniquement supérieur au .22 LR.

## Caractéristiques
- Le poids de l’ogive de la munition 6,35 mm se situe entre 2,9 et 3,2 g.
- Sa vitesse à la bouche est de 230 à 250 m/s.
- L'énergie dégagée vaut une centaine de joules.